# Jason Behr
Jason Nathaniel Behr (n. 30 decembrie 1973) este un actor american de film și televiziune.

## Viață și carieră

### Primii ani
Jason Behr, al doilea născut într-o familie cu patru copii, este fiul Patriciei Ann (născută Steiner) și al lui David Paul Behr. S-a născut în Minneapolis, Minnesota. În primii ani de copilărie a trebuit să facă față unor mutări frecvente. Când Behr avea zece ani, tatăl său și-a părăsit familia. Rămasă singură, Patricia și-a adus familia înapoi în Minneapolis, unde Jason a frecventat o școală privată. În anul 1992 a absolvit liceul Richfield Senior High din Richfield, o suburbie din Minneapolis. La vârsta de 19 ani, după întâlnirea cu Marvin Dauer, manager la Hollywood, Behr s-a mutat la Los Angeles. În primii ani ai carierei artistice a apărut în peste 75 de spoturi publicitare, iar în 1995 a obținut rolul personajului Tyler Baker în serialul Sherman Oaks. Sherman Oaks a rulat timp de două sezoane, fiind anulat la începutul anului 1997.

### Carieră
După Sherman Oaks, Behr a apărut în diverse seriale de televiziune - Step by Step (Treptat-treptat), The Profiler (Profiler – Psihologia crimei), 7th Heaven (Al șaptelea cer), Buffy the Vampire Slayer (Buffy, spaima vampirilor), JAG (Justiție militară). A obținut un rol în serialul Push, produs de ABC, dar serialul a rulat foarte puțin timp înainte de a fi anulat definitiv. Behr a obținut ulterior rolul personajului Chris Wolfe în serialul Dawson's Creek (Cei mai frumoși ani), 
produs de WB. În timpul filmărilor în Carolina de Nord, Jason a citit scenariul episodului pilot al unui serial numit Roswell High - ulterior prescurtat în Roswell – în care avea să obțină rolul personajului principal, extraterestrul Max Evans. Roswell a avut succes, primele două sezoane fiind produse de WB, pentru ca ulterior serialul să fie transferat la UPN pentru al treilea și ultimul sezon. Deși serialul nu a înregistrat niciodată o audiență sporită, s-a bucurat totuși de o loialitate deosebită în rândul fanilor.
După Roswell, Behr a jucat multe roluri în filme independente, cum ar fi: Happily, Even After , regizat de Unsu Lee, Man of God, regizat de Jefery Levy și Shooting Livien, regizat de Rebecca Cook. În 2001 a interpretat rolul personajului Dennis Buggit în filmul The Shipping News (Știri de acasă), regizat de Lasse Hallstrom, avându-i ca parteneri pe Kevin Spacey, Judi Dench, Julianne Moore și Cate Blanchett. Încă în 1998 a apărut într-un episod din Buffy the Vampire Slayer cu Sarah Michelle Gellar, ulterior alăturându-i-se acestei actrițe și în filmul Blestemul/The Grudge, producție americano-japoneză care s-a bucurat de un succes răsunător. Ultimele sale apariții au fost în filmul fantasy cu grafică computerizată D-Wars, produs în Coreea, precum și în filmul despre vârcolaci întitulat Skinwalkers, produs de Lions Gate.
În 2007, Behr a apărut în thriller-ul The Tattooist, având rolul unui artist specializat în tatuaje, care e fascinat de tradiția tatau-urilor din Samoa, dar dorința sa de a învăța această artă tradițională trezește în rezultat un străvechi spirit răzbunător. Acest film reprezintă debutul comercial al regizorului Peter Burger . Filmările au început în Aukland, Noua Zeelandă în luna septembrie 2006 și au durat până în noiembrie. Filmul a fost lansat în Noua Zeelandă pe 30 august 2007 .
În luna aprilie 2007, Behr a început filmările la pelicula Last International Playboy, redenumită ulterior Frost. Filmul, acțiunea căruia se petrece în New York, reprezintă debutul regizorului Steve Clark, tot el fiind și autorul scenariului. În prezent, Behr examinează posibilitatea interpretării unui zeu în pelicula Osiris, negociind și cu producătorii filmului International Departures.

### Viață personală
Jason s-a întâlnit un timp cu partenera sa din Roswell, Katherine Heigl . În timpul filmărilor la The Grudge (Blestemul), în Japonia, Behr a întâlnit-o pe actrița KaDee Strickland, cu care s-a căsătorit pe 10 noiembrie 2006 în Ojai, California.

## Filmografie
- 1994: Step by Step (Treptat-treptat), serial TV
- 1995: Sherman Oaks , serial TV
- 1996: Alien Nation: Millennium , serial TV
- 1996: Pacific Blue , serial TV
- 1997: JAG (Justiție militară) , serial TV
- 1997: Profiler (Profiler – Psihologia crimei) , serial TV
- 1997: Cracker, serial TV
- 1997: Buffy the Vampire Slayer (Buffy, spaima vampirilor), serial TV
- 1997: 7th Heaven (Al Șaptelea Cer), serial TV
- 1998: Push, serial TV
- 1998: Pleasantville
- 1998–1999: Dawson's Creek (Cei mai frumoși ani), serial TV
- 1999: Rites of Passage (Reîntâlnirea)
- 1999–2002: Roswell, serial TV
- 2001: The Shipping News (Știri de acasă)
- 2004: Happily, Even After
- 2004: The Grudge (Blestemul)
- 2005: Man of God
- 2005: Shooting Livien
- 2006: The Way
- 2007: Company Man
- 2007: Skinwalkers (Vârcolacii)
- 2007: D-War
- 2007: The Tattooist
- 2008: Frost
- 2008: Senseless

## Premii și nominalizări
Premiile Saturn
- 2000: Nominalizat, "Cel mai Bun Actor de Televiziune" - Roswell
- 2001: Nominalizat, "Cel mai Bun Actor de Televiziune" - Roswell

Premiile Teen Choice
- 2000: Nominalizat, " Actor Choice TV" - Roswell
- 2001: Nominalizat, " Actor Choice TV" - Roswell